# Tsvetotxni (Kursk)
|  | Per a altres significats, vegeu «Tsvetotxni». |

Tsvetotxni (en rus: Цветочный) és un poble (un possiólok) de l'óblast de Kursk, a Rússia, que en el cens del 2010 tenia 175 habitants. Pertany al districte de Kastórnoie.